# انقباضة خارجة
الانقباضات الخارجة وتسمى الانقباضات البطينية المبكرة ، وخوارج الانقباض او الضربة الهاجرة هي نبضات قلب زائدة تبدأ في واحدة من حجرتي الضخ السفليتين للقلب (البطينان) غالبًا في البطين الأيسر. تعيق هذه النبضات الإضافية انتظام النظم القلبي، ما يؤدي في بعض الأحيان إلى الشعور بالرفرفة أو تخطي النبض في الصدر.
الانقباضات البطينية المبكرة هي أحد الأنواع الشائعة من عدم انتظام نبض القلب (اضطراب النظم القلبي). وتُسمى أيضًا بما يلي:
- الانقباضات البطينية المبكرة
- النبضات البطينية المبكرة
- الانقباضات الخارجية البطينية

لا تستدعي الانقباضات البطينية المبكرة العارضة في غير المصابين بأمراض القلب القلق عادةً ولا تحتاج في أغلب الأحوال إلى علاج. قد تحتاج إلى العلاج إذا كانت الانقباضات البطينية المبكرة كثيرة التكرار أو مزعجة، أو إذا كانت لديك حالة قلبية كامنة.

## تتسبب الانقباضات البُطينية المبكرة غالبًا في ظهور أعراض قليلة، وقد لا تظهر أي أعراض على الإطلاق. ولكن ضربات القلب الزائدة قد تسبب شعورًا غير معتاد في الصدر، مثل:
- الرفرفة
- تسارع نبض القلب أو تقافزه
- تخطي بعض ضربات القلب أو نقصها
- زيادة الوعي بضربات القلب

## الأسباب
لفهم سبب حدوث انقباضات البطين المبكرة، قد يفيد التعرف على المزيد عن طريقة نبض القلب في الحالة الطبيعية.
يتكون القلب من أربع حجرات: حجرتان علويتان (الأذينان) وحجرتان سفليتان (البطينان).
يمكن التحكم في نظم القلب عبر منظم طبيعي لضربات القلب (يسمى العقدة الجيبية) في الحجرة العلوية اليمنى (الأذين). ترسل العقدة الجيبية إشارات كهربائية تؤدي إلى بدء نبضة القلب بصورة طبيعية. وتتحرك هذه الإشارات الكهربية عبر الأذين مسببة انقباض (تقلص) عضلة القلب وضخ الدم إلى البطينين.
بعد ذلك، تصل الإشارات إلى عنقود من الخلايا، يُطلق عليه اسم العقدة الشريانية الوريدية، والتي عندها تتباطأ تلك الإشارات. ويتيح هذا التأخر البسيط امتلاء البطينين بالدم. وعند وصول الإشارات الكهربية إلى البطينين، تنقبض الحجرتان وتضخان الدم إلى الرئتين أو إلى سائر أجزاء الجسم.
تجري عملية إرسال إشارات القلب عادةً بسلاسة في القلب الطبيعي، وينتج عنها معدل سرعة قلب أثناء الراحة يتراوح بين 60 و100 نبضة في الدقيقة.

### ضربات القلب الطبيعية
في حالة نظم القلب الطبيعي، ترسل مجموعة صغيرة من الخلايا الموجودة عند عقدة الجيب إشارة كهربية. وتنتقل هذه الإشارة بعد ذلك عبر الأذين إلى العقدة الأذينية البطينية وتمر إلى داخل البطينين، ما يجعلهما ينقبضان ويضخان الدم.
الانقباضات البطينية المبكرة هي انقباضات غير منتظمة تبدأ في البطينين بدلاً من الأذينين. تنبض هذه الانقباضات عادةً بشكل أسرع مقارنة بنبضات القلب المتوقعة التالية.
إن السبب وراء حدوث الانقباضات البطينية المبكرة ليس واضحًا دائمًا، فهناك بعض الأمور، ومنها أمراض القلب أو حدوث تغيرات في الجسم، قد تجعل الخلايا في حجرتي القلب السفليتين غير مستقرة كهربيًا. قد يتسبب مرض القلب أو حدوث التندّب في تحريف مسار إشارات القلب.
وقد تحدث الانقباضات البطينية المبكرة بسبب:
- أخذ بعض الأدوية، مثل عقاقير إزالة الاحتقان ومضادات الهيستامين
- شُرب الكحوليات أو تعاطي المخدرات
- استخدام المنبهات، مثل الكافيين أو التبغ
- زيادة مستويات الأدرينالين في الجسم بسبب ممارسة الرياضة أو القلق
- إصابة عضلة القلب بسبب مرض

## عوامل الخطورة
هناك أنماط حياة وحالات مرضية معينة قد تزيد من احتمال تعرّض الشخص للإصابة بالانقباضات البطينية المبكرة.
تشمل عوامل خطر الإصابة بالانقباضات البطينية المبكرة:
- الكافيين
- التبغ
- الكحول
- استخدام المنشطات، مثل الكوكايين أو ميثامفيتامين
- أداء التمارين — في حالات الإصابة بأنواع معينة من الانقباضات البطينية المبكرة
- القلق
- النوبة القلبية
- أمراض القلب، وتشمل أمراض القلب الخلقية ومرض الشريان التاجي وفشل القلب وضعف عضلة القلب (اعتلال عضلة القلب)

## المضاعفات
قد يؤدي تكرار الإصابة بالانقباضات البُطينية المبكرة أو أنماط معيّنة منها إلى زيادة احتمالية الإصابة باضطراب ضربات القلب (اضطراب النظم القلبي) أو ضعف عضلة القلب (اعتلال عضلة القلب).
وفي حالات نادرة، يمكن أن يؤدي تكرار الإصابة بالانقباضات المبكرة -عندما تتزامن مع أمراض القلب- إلى اضطراب خطير في نظم القلب، وربما الإصابة بالموت القلبي المفاجئ.

## التشخيص
لتشخيص الانقباضات البُطينية المبكرة، يفحص الطبيب القلب باستخدام سمّاعة طبية. وقد تُطرح عليك أسئلة عن عاداتك الحياتية وتاريخك المرضي.
وتُجرى بعض الفحوص لتأكيد تشخيص الانقباضات البُطينية المبكرة.

### الفحوصات
يعمل مخطط كهربية القلب على اكتشاف ضربات القلب الزائدة والتعرف على نمطها ومصدرها.
تخطيط كهربية القلب هو فحص سريع وغير مؤلم يسجل النشاط الكهربائي للقلب. وفيه تُثبّت لصيقات جلدية (أقطاب كهربائية) على الصدر، وفي بعض الحالات على الذراعين والساقين. وتكون هناك أسلاك توصل الأقطاب الكهربائية بجهاز كمبيوتر يعرض نتائج الاختبار. من الممكن أن يوضح تخطيط كهربية القلب ما إذا كان القلب ينبض بسرعة كبيرة أم ببطء شديد أم لا يوجد أي خلل في سرعته.
وإذا كانت الانقباضات البطينية المبكرة غير متكررة كثيرًا، فقد لا يكتشفها مخطط كهربية القلب القياسي. قد يطلب منك الطبيب أيضًا استخدام جهاز تخطيط كهربية القلب المحمول في المنزل للحصول على المزيد من المعلومات حول معدل ضربات القلب. ومن أجهزة تخطيط كهربية القلب المحمولة ما يلي:
- جهاز هولتر. يمكن ارتداء جهاز تخطيط كهربية القلب المحمول هذا ليوم واحد أو أكثر لتسجيل نشاط القلب أثناء أداء الأنشطة اليومية المعتادة. تتيح بعض الأجهزة الشخصية، مثل الساعات الذكية، إمكانية مراقبة جهاز تخطيط كهربية القلب المحمول. اسأل الطبيب عما إذا كان ذلك خيارًا مناسبًا لك.
- جهاز رصد الأحداث القلبية. يمكن ارتداء جهاز تخطيط كهربية القلب المحمول هذا لمدة تصل إلى 30 يومًا أو لحين حدوث عدم انتظام ضربات القلب (اضطراب النظم القلبي) أو الأعراض. حيث تضغط على الزر حين تشعر بالأعراض. ولكن بعض أجهزة الرصد تستشعر تلقائيًا اضطراب ضربات القلب، ثم تبدأ في التسجيل.

وقد ينصحك الطبيب أيضًا بإجراء اختبار الجهد. يتضمن عادةً هذا الاختبار السير على جهاز المشي أو ركوب دراجة ثابتة أثناء الخضوع لتخطيط كهربية القلب. قد يساعد اختبار الجهد في تحديد ما إذا كان أداء هذه التمارين تؤدي إلى حدوث الانقباضات البطينية المبكرة.

## العلاج
لا يحتاج معظم المصابين بالانقباضات البُطينية المبكرة الذين لا يشكون من مرض القلب إلى علاج. فإذا كنت مصابًا بمرض القلب، فقد تؤدي الانقباضات البُطينية المبكرة إلى مشكلات أكبر في نظم القلب (اضطراب النظم القلبي). وفي هذه الحالة يتوقف العلاج على السبب الكامن.
قد ينصح الطبيب بأساليب العلاج التالية للانقباضات البُطينية المبكرة:
- تغيير نمط الحياة. قد يعمل تقليل مسببات الانقباضات البُطينية المبكرة الشائعة -مثل الكافيين أو التبغ- على تقليل عدد النبضات الزائدة ومن ثم تقليل الأعراض المصاحبة.
- الأدوية. يمكن أن تُوصف أدوية ضغط الدم لتقليل الانقباضات المبكرة. ومن الأدوية المستخدمة للتعامل مع الانقباضات البُطينية المبكرة حاصرات مستقبلات بيتا وحاصرات قنوات الكالسيوم. وقد توصف أيضًا الأدوية المستخدمة لضبط النظم القلبي في حال الإصابة بأحد أنواع اضطراب النظم القلبي الذي يسمى تسرع القلب البُطيني أو الانقباضات البُطينية المبكرة المتكررة التي تؤثر على عمل القلب.
- الاستئصال الجراحي باستخدام القسطرة بالموجات الراديوية. إذا لم تنجح تغييرات نمط الحياة والأدوية في تقليل الانقباضات البُطينية المبكرة، فقد ينفذ إجراء بالقسطرة لوقف النبضات الزائدة. وفي هذا الإجراء، يُدخل الطبيب أنبوبًا مرنًا ورفيعًا (أنبوب قسطرة) واحدًا أو أكثر في أحد الشرايين -عادةً ما يكون ذلك في منطقة الأُربية- ثم يُمرر إلى القلب. وتَستخدم المستشعرات (الأقطاب الكهربائية) الموجودة في طرف القسطار طاقة حرارية (ترددات راديوية) لإحداث ندوب دقيقة في القلب لحجب الإشارات الكهربية غير المنتظمة واستعادة النظم القلبي الطبيعي.